# Национално знаме на Италия
Националното знаме на Италия (наричано на италиански: Il Tricolore) се състои от три хомогенни цветни полета – зелено, бяло и червено, подредени в този ред вертикално от носещото тяло към края, и има правоъгълна форма с отношение ширина към дължина 2:3.

## История
За първи път знаме с форма подобна на днешната е прието за официално от Чизпаданската република (на територията на днешния регион Емилия-Романя) на 7 януари 1797 г. Първоначално знамето е било с хоризонтални полета, но се променя, когато републиката влиза в състава на Чизалпийската република. Формата и цветовете на това знаме са повлияни от знамето на Франция, тъй като през 1796 г. Италия е под френска окупация и голяма част от републиките използват знамена подобни на френското. Най-вероятно червеният и белият цвят произлизат от знамето на Милано, а зеленият е цветът на униформите на ломбардския легион.
Между 1848 г. и 1861 г. по време на революцията за национално освобождение трикольорът е символ на независима и обединена Италия.
През 1861 г. след обявяване на Италианското кралство начело с Виктор Емануил II, трицветният флаг е приет за национално знаме на страната, като в средата на бялото поле е прибавен гербът на Савойската династия. Знамето в този вид се използва като официално в продължение на 85 г. до 1946 г. На 1 януари 1948 г., след края на италианското кралство и създаването на италианската република е прието и ново национално знаме, което в основата си е същото както преди 1946, но е премахнат герба.
През март 2003 г., след 207 години в употреба, цветовете на италианското знаме са определени със закон. През 2006 г. окончателните цветове са определени със закон.
| Цвят | Pantone      | RGB         | CMYK           | HSV         | Hex     |
| ---- | ------------ | ----------- | -------------- | ----------- | ------- |
|      | 17 – 6153 TC | 00-146-070  | 100-00-100-045 | 149-100-057 | #009246 |
|      | 11 – 0601 TC | 241-242-241 | 00-00-00-0     | 120-000-095 | #F1F2F1 |
|      | 18 – 1662 TC | 206-043-055 | 00-100-100-0   | 356-079-081 | #CE2B37 |

## Знаме през годините
- Национално знаме на Кралство Италия (1861 – 1946)